# Austin Czarnik
Austin Czarnik, född 12 december 1992, är en amerikansk professionell ishockeyforward som är kontrakterad till Detroit Red Wings i NHL och spelar för Grand Rapids Griffins i AHL.
Han har tidigare spelat för Boston Bruins, Calgary Flames, New York Islanders och Seattle Kraken i NHL; Providence Bruins, Stockton Heat och Bridgeport Islanders i AHL; Miami Redhawks i NCAA samt Team USA (även i NAHL) och Green Bay Gamblers i USHL.

## Klubblagskarriär

### NHL
Czarnik blev aldrig NHL-draftad.

#### Boston Bruins
Den 1 april 2015 skrev han på ett tvåårigt entry level-kontrakt med Boston Bruins.
Sin första säsong med i NHL gjorde han 49 matcher och 13 poäng vilket resulterade i att han förlängde med Bruins den 18 juli 2017 när han skrev på ett ettårskontrakt värt 675 000 dollar.
Säsongen 2017–18 blev dock mindre lyckosam och han spelade endast 10 matcher och gjorde 4 poäng.

#### Calgary Flames
Som free agent skrev han på ett tvåårskontrakt värt 2,5 miljoner dollar med Calgary Flames den 1 juli 2018.

## Statistik
| 2005–2006   | Detroit Honeybaked U13 | T1EHL       | 28  | 16 | 12  | 28  | 16  | —  | —  | —  | —  | —  |
| 2006–2007   | Detroit Compuware U14  | T1EHL       | 30  | 8  | 18  | 26  | 49  | —  | —  | —  | —  | —  |
| 2007–2008   | Detroit Belle Tire U16 | T1EHL       | 31  | 7  | 14  | 21  | 8   | —  | —  | —  | —  | —  |
| 2008–2009   | Team USA               | NAHL        | 42  | 16 | 18  | 34  | 12  | 9  | 4  | 2  | 6  | 10 |
|             | U.S. National U17 Team |             | 23  | 8  | 14  | 22  | 16  | —  | —  | —  | —  | —  |
| 2009–2010   | Team USA               | USHL        | 26  | 10 | 18  | 28  | 25  | —  | —  | —  | —  | —  |
|             | U.S. National U18 Team |             | 61  | 22 | 32  | 54  | 27  | —  | —  | —  | —  | —  |
| 2010–2011   | Green Bay Gamblers     | USHL        | 46  | 20 | 14  | 34  | 33  | 11 | 3  | 1  | 4  | 2  |
| 2011–2012   | Miami Redhawks         | NCAA        | 40  | 10 | 27  | 37  | 31  | —  | —  | —  | —  | —  |
| 2012–2013   | Miami Redhawks         | NCAA        | 42  | 14 | 26  | 40  | 24  | —  | —  | —  | —  | —  |
| 2013–2014   | Miami Redhawks         | NCAA        | 37  | 13 | 34  | 47  | 28  | —  | —  | —  | —  | —  |
| 2014–2015   | Miami Redhawks         | NCAA        | 40  | 9  | 36  | 45  | 36  | —  | —  | —  | —  | —  |
|             | Providence Bruins      | AHL         | 3   | 0  | 2   | 2   | 4   | —  | —  | —  | —  | —  |
| 2015–2016   | Providence Bruins      | AHL         | 68  | 20 | 41  | 61  | 24  | 3  | 2  | 1  | 3  | 2  |
| 2016–2017   | Boston Bruins          | NHL         | 49  | 5  | 8   | 13  | 12  | —  | —  | —  | —  | —  |
|             | Providence Bruins      | AHL         | 22  | 6  | 17  | 23  | 4   | 17 | 3  | 4  | 7  | 10 |
| 2017–2018   | Boston Bruins          | NHL         | 10  | 0  | 4   | 4   | 0   | —  | —  | —  | —  | —  |
|             | Providence Bruins      | AHL         | 64  | 25 | 44  | 69  | 24  | 4  | 2  | 4  | 6  | 0  |
| 2018–2019   | Calgary Flames         | NHL         | 54  | 6  | 12  | 18  | 8   | 1  | 0  | 0  | 0  | 0  |
| 2019–2020   | Calgary Flames         | NHL         | 8   | 2  | 1   | 3   | 0   | —  | —  | —  | —  | —  |
|             | Stockton Heat          | AHL         | 32  | 16 | 17  | 33  | 22  | —  | —  | —  | —  | —  |
| 2020–2021   | New York Islanders     | NHL         | 4   | 0  | 0   | 0   | 0   | —  | —  | —  | —  | —  |
| 2021–2022   | New York Islanders     | NHL         | 11  | 2  | 3   | 5   | 0   | —  | —  | —  | —  | —  |
|             | Bridgeport Islanders   | AHL         | 38  | 14 | 23  | 37  | 8   | 6  | 3  | 7  | 10 | 0  |
|             | Seattle Kraken         | NHL         | 6   | 0  | 2   | 2   | 0   | —  | —  | —  | —  | —  |
| 2022–2023   | Detroit Red Wings      | NHL         | 29  | 3  | 2   | 5   | 8   | —  | —  | —  | —  | —  |
|             | Grand Rapids Griffins  | AHL         | 43  | 14 | 23  | 37  | 8   | —  | —  | —  | —  | —  |
| NHL totalt  | NHL totalt             | NHL totalt  | 171 | 18 | 32  | 50  | 28  | 1  | 0  | 0  | 0  | 0  |
| AHL totalt  | AHL totalt             | AHL totalt  | 256 | 93 | 163 | 256 | 92  | 30 | 10 | 16 | 26 | 12 |
| NCAA totalt | NCAA totalt            | NCAA totalt | 159 | 46 | 123 | 169 | 119 | —  | —  | —  | —  | —  |
| USHL totalt | USHL totalt            | USHL totalt | 72  | 30 | 32  | 62  | 58  | 11 | 3  | 1  | 4  | 2  |

### Internationellt
| Källa: Uppdaterad: 2023-02-04 | Källa: Uppdaterad: 2023-02-04 | Källa: Uppdaterad: 2023-02-04 |         | Utv = Utvisningsminuter | Utv = Utvisningsminuter | Utv = Utvisningsminuter | Utv = Utvisningsminuter | Utv = Utvisningsminuter |
| År                            | Lag                           | Mästerskap                    | Matcher | Mål                     | Assists                 | Poäng                   | Utv                     |                         |
| ----------------------------- | ----------------------------- | ----------------------------- | ------- | ----------------------- | ----------------------- | ----------------------- | ----------------------- | ----------------------- |
| 2010                          | USA                           | U18-VM                        | 7       | 5                       | 1                       | 6                       | 4                       |                         |
| 2012                          | USA                           | JVM                           | 6       | 2                       | 2                       | 4                       | 0                       |                         |
| Junior totalt                 | Junior totalt                 | Junior totalt                 | 13      | 7                       | 3                       | 10                      | 4                       |                         |